# 天禄镇
余家乡，是中华人民共和国江西省鹰潭市贵溪市下辖的一个乡镇级行政单位。

## 行政区划
余家乡下辖以下地区：
滴水村、天录村、球源村、罗湾村、庄源村、流桥村、孟青村、坝上村、坂上村、余家村和口上村。